# 杨树街道
杨树街道，是中华人民共和国黑龙江省哈尔滨市阿城区下辖的一个街道办事处，位于阿城市西南。
2017年9月13日，黑龙江省民政厅批复同意撤销杨树镇，设立杨树街道办事处。
2012年1月5日，黑龙江省民政厅批复同意撤销杨树乡，设立杨树镇，镇人民政府由原来的红旗村迁至永康村。

## 行政区划
杨树街道下辖以下地区：
红旗村、民权村、翻身村、幸福村、永康村、西发村、民主村、兰旗村、共和村、富勤村和林场村。